# Stanislaus Pavlovský von Pavlovitz

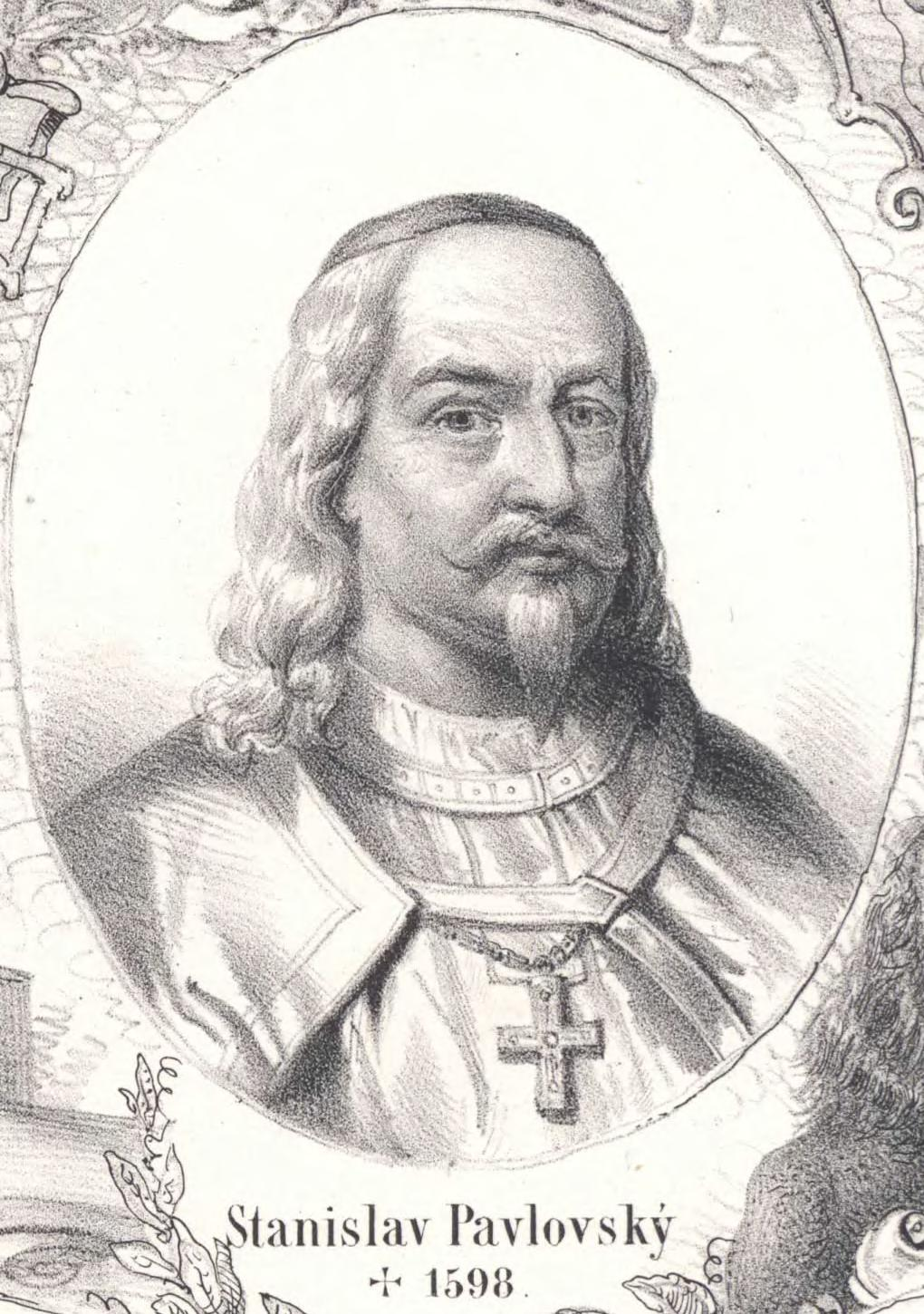
Stanislaus Pavlovský

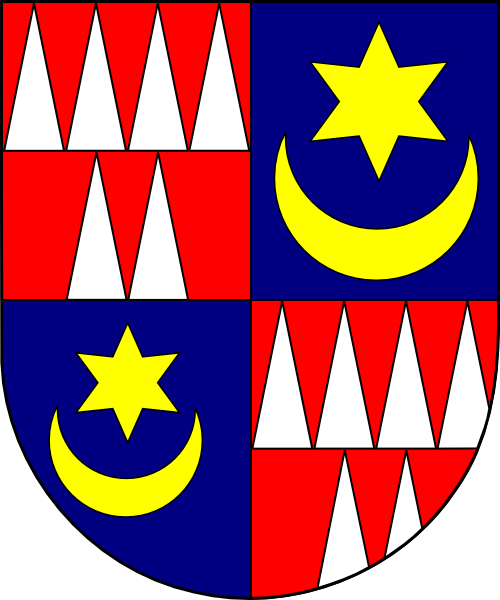
Stanislaus Pavlovský von Pavlovitz, Bischof von Olmütz (1579–1598)

Stanislaus Pavlovský von Pavlovitz (tschechisch: Stanislav Pavlovský z Pavlovic, polnisch Stanisław Pawłowski z Pawłowic; * in Pawlowitz bei Hotzenplotz oder Pawlowitz bei Pless; † 2. Juni 1598) war Bischof von Olmütz.

## Herkunft und Werdegang
Stanislaus Pavlovský entstammte einer schlesischen Ritterfamilie. Seine Eltern waren der gleichnamige Stanislaus Pavlovský und Anna (Sophie) Brandis von Grabyschitz (Brandejs z Hrabošic). Seine geistliche Erziehung sollen Herzog Wenzel von Teschen und der Breslauer Bischof Balthasar von Promnitz beeinflusst haben.
Stanislaus studierte am Olmützer Jesuitenkolleg und erhielt am 3. März 1567 durch Bischof Wilhelm Prusinovský von Víckov die Tonsur. 1569 erlangte er vom Kaiser Maximilian II. ein Kanonikat am Olmützer Kapitel. Von 1571 bis 1574 studierte er – zusammen mit Johannes Mezon, dem späteren Olmützer Bischof – als Alumne des Collegium Germanicum Theologie und Kirchenrecht in Rom, wo er 1574 zum Dr. iur. utr. promovierte. Schon seit 1573 war er Domherr in Breslau. 1575 wurde er Propst des St.-Peter-Kapitels in Brünn, ein Jahr später Apostolischer Protonotar und 1577 Scholaster in Olmütz. Unter den Bischöfen Jan Grodecký von Brod, Thomas Albin von Helfenburg und Johannes Mezoun war er bischöflicher Kanzler.

## Bischof von Olmütz
Nach dem Tod des Bischofs Johannes Mezoun wählte eine Gruppe des Domkapitels am 25. August 1578 den Laien Bernhard von Würben (Bernard Bruntálský z Vrbna), eine andere Gruppe, der Stanislaus Pavlovský angehörte, den Prager Erzbischof Anton Brus von Müglitz. Nuntius Zaccaria Delfino widersprach beiden Kandidaturen und verlangte eine Neuwahl. Auch die zweite Wahl führte nicht zum Erfolg, da das Kapitel wiederum zwei Kandidaten wählte, und der Kaiserhof und die Stände ihre Zustimmung verweigerten. Erst am 11. Juni 1579 fiel die Wahl auf Stanislaus Pavlovský, den Wunschkandidaten des Kaisers. Der päpstlichen Bestätigung vom 26. August des Jahres folgte am 6. Januar 1580 die Bischofsweihe durch den Wiener Bischof Johann Caspar Neubeck und am 25. März 1580 die Inthronisation in Olmütz.
Während seiner Amtszeit verfolgte Stanislaus Pavlovský die Aufgaben, zu denen er sich in der Wahlkapitulation verpflichtet hatte. Dazu gehörten u. a. die Rekatholisierung Mährens (aber auch in der schlesischen Minderherrschaft Friedek), der Ausbau der geistlichen Gerichtsbarkeit, die Aufsicht über die Klöster, die Verteidigung der Immunität des Klerus sowie die Tilgung der Diözesanschulden.
Als kaiserlicher Gesandter verhandelte Stanislaus Pavlovský mehrmals mit Polen. Dabei sollte er die habsburgische Thronkandidatur durchsetzen und den Abschluss eines Bündnisses gegen die Türken erzielen. Wohl in Anerkennung seiner Verdienste erneuerte der Kaiser den Fürstentitel der Olmützer Bischöfe, der ihre königsunmittelbare Rechtsstellung sicherte. Durch die diplomatischen Missionen lernte Stanislaus Pavlovský die wichtigsten Amtsträger der böhmischen Kronländer kennen und nutzte die Kontakte zur politischen Einflussnahme. Schon 1579 erwirkte er beim Kaiser das Zensurrecht und ein Druckverbot für häretische Schriften. In Troppau und anderen Städten bestand er auf der Ausweisung lutherischer Prediger und Einsetzung katholischer Priester. Hierbei wurde er vom böhmischen Oberstkanzler Vratislav von Pernstein unterstützt, der ihm auf seinen Herrschaften das Besetzungsrecht für die Pfarrstellen einräumte. Stanislaus erreichte auch, dass die Landesämter in Mähren nur noch mit katholischen Beamten besetzt wurden und schuf damit die politische Voraussetzung für die Rekatholisierung. Auf der Diözesansynode von 1591 verkündete er die Beschlüsse des Konzils von Trient.
Aus eigenen Mitteln unterstützte Stanislaus Pavlovský das Jesuitenkolleg in Olmütz, das er 1590 mit ehemaligen Klostergütern ausstattete. Schon 1581 hatte er den Jesuiten das ehemalige Brünner Dominikanerinnenkloster und dessen Güter übergeben.
Der Olmützer Dom und die bischöflichen Residenzen in Olmütz und Kremsier wurden während seiner Amtszeit ausgebaut.